# Chaparrito (Texas)
Chaparrito es un lugar designado por el censo ubicado en el condado de Starr en el estado estadounidense de Texas. En el Censo de 2010 tenía una población de 114 habitantes y una densidad poblacional de 458,5 personas por km².

## Geografía
Chaparrito se encuentra ubicado en las coordenadas 26°20′27″N 98°44′7″O / 26.34083, -98.73528. Según la Oficina del Censo de los Estados Unidos, Chaparrito tiene una superficie total de 0.25 km², de la cual 0.25 km² corresponden a tierra firme y (0%) 0 km² es agua.

## Demografía
Según el censo de 2010, había 114 personas residiendo en Chaparrito. La densidad de población era de 458,5 hab./km². De los 114 habitantes, Chaparrito estaba compuesto por el 96.49% blancos, el 0% eran afroamericanos, el 0% eran amerindios, el 0% eran asiáticos, el 0% eran isleños del Pacífico, el 3.51% eran de otras razas y el 0% pertenecían a dos o más razas. Del total de la población el 100% eran hispanos o latinos de cualquier raza.